# Вельцгайм
Вельцгайм (нім. Welzheim) — місто в Німеччині, знаходиться в землі Баден-Вюртемберг. Підпорядковується адміністративному округу Штутгарт. Входить до складу району Ремс-Мур.
Площа — 37,99 км2. Населення становить 11 160 ос. (станом на 31 грудня 2020).